# Hoplophyllum
Hoplophyllum är ett släkte av korgblommiga växter. Hoplophyllum ingår i familjen korgblommiga växter.
Kladogram enligt Catalogue of Life:
| Hoplophyllum | \| \| Hoplophyllum ferox \| \| \| \| \| \| Hoplophyllum spinosum \| \| \| \| |
|              | \| \| Hoplophyllum ferox \| \| \| \| \| \| Hoplophyllum spinosum \| \| \| \| |
|              | Hoplophyllum ferox                                                           |
|              |                                                                              |
|              | Hoplophyllum spinosum                                                        |
|              |                                                                              |